# La morte di Danton
La morte di Danton è un dramma in quattro atti di Georg Büchner, dal titolo originale di Dantons Tod, scritto tra il gennaio e il febbraio 1835. Fu pubblicato nello stesso anno col sottotitolo Dramatische Bilder aus Frankreichs Schreckensherrschaft  (Immagini drammatiche del Terrore in Francia).

La prima rappresentazione dell'opera ebbe luogo solamente il 5 gennaio 1902 nel teatro Belle-Alliance di Berlino, prodotto dalla Vereins Neue Freie Volksbühne, perché fu a lungo considerata non rappresentabile. Infatti,
 Il giusto valore del dramma, come quello di altre sue opere, fu riconosciuto soltanto nell'età del Naturalismo.

## Trama

### Atto Primo
Nel primo atto di questo dramma storico sono presentati tre gruppi di rivoluzionari, i partigiani di Georges Jacques Danton, i seguaci di Maximilien de Robespierre e il popolo, che hanno in comune di non essere d'accordo con l'evoluzione della Rivoluzione francese. I due rivoluzionari hanno punti di vista differenti sulla prosecuzione della rivolta. I partigiani di Danton auspicano la fine delle misure di Robespierre, che hanno già fatto soffrire molto il popolo. Essi non trovano nella Rivoluzione la risposta alle questioni materiali e morali poste dagli esseri umani. Un cittadino deplora che sua figlia debba prostituirsi per sopperire alle necessità famigliari. Danton accetta di incontrare Robespierre come proposto dai suoi amici. Ma l'incontro è infruttuoso. Robespierre sceglie allora la morte di Danton, ma dubita ancora della giustezza della decisione.

### Atto Secondo
Gli amici di Danton lo spingono ad agire o almeno a fuggire i partigiani di Robespierre. Ma Danton
non ne vede la necessità e non crede che la Convenzione oserà prendere misure contro di lui.
Danton confida alla moglie Julie i propri rimorsi per la responsabilità nei massacri di settembre. Viene imprigionato e condotto davanti all'Assemblea Nazionale: essa è divisa e mentre all'inizio parteggia per lui, i discorsi infiammati di Robespierre e di Saint-Just ribaltano la situazione.

### Atto Terzo
I prigionieri discutono sull'esistenza di Dio (il tentativo di provare l'inesistenza di Dio fallisce) e sulla vita. I seguaci di Danton sono trasferiti alla Conciergerie. Nel frattempo il tribunale si impegna a comporre una giuria di uomini a lui fedeli. Danton si presenta davanti al tribunale con una sicurezza e una dichiarata volontà di giustizia che impressionano il pubblico.
A causa dei segni di simpatia da parte degli spettatori, l'udienza è sospesa. I membri del tribunale inventano un complotto per convincere il pubblico. Durante la seconda seduta del processo il favore del popolo verso Danton cessa a causa del suo stile di vita.
Il programma liberale di Danton si rivela inaccettabile per le masse.

### Atto Quarto
Danton e i suoi partigiani sono condannati a morte. Danton e il suo amico Camille Desmoulins scambiano opinioni sulla vita e sulla morte. Julie, la moglie di Danton al quale aveva promesso fedeltà anche oltre la morte, si avvelena. Il popolo si mostra curioso e ironico sul cammino verso il patibolo. Quando Lucile Desmoulins vede suo marito salire sul palco della ghigliottina, diviene folle e decide di morire anch'essa. Grida: «Viva il Re!», causando la propria condanna a morte.

## Le fonti dell'opera
Per scrivere la sua prima opera teatrale, Büchner si ispirò principalmente a due testi: la monumentale Unsere Zeit oder geschichtliche Übersicht der merkwürdigsten Ereignisse von 1789-1830 (Il nostro tempo, profilo storico degli eventi storici più significativi tra il 1789 e il 1830) di Johann Conrad Friederich, apparsa in 140 quaderni e poi in trenta volumi, a Stoccarda, tra il 1826 e il 1830, e l'Histoire de la Révolution française (Storia della rivoluzione francese) di Adolphe Thiers. Rimane invece aperto il dibattito, tra gli studiosi, circa l'utilizzo o meno dell'Histoire de la Révolution française de 1789 jusqu'en 1814 (Storia della rivoluzione francese dal 1789 al 1814), licenziata da François Mignet a Parigi in due volumi nel 1824.

## Edizioni italiane
- La morte di Danton, traduzione di Alberto Spaini, introduzione di Paolo Grassi, Collana Teatro n.4, Milano, Rosa e Ballo Editori, 1944.
- La morte di Danton, Woyzeck e gli altri scritti, BUR, Milano, Rizzoli, 1955.
- in  Teatro, traduzione di e cura di Giorgio Dolfini, Collana Numeri Rossi, Milano, Adelphi, 1966.
- La morte di Danton, traduzione di Luciano Codignola, Collezione di Teatro n.11, Roma, Edizioni Gli Associati, 1976.
- Morte di Danton, traduzione di Anita Raja, Collezione di teatro n.441, Torino, Einaudi, 2016, ISBN 978-88-06-22979-5.
- La morte di Danton film Rai del 1972 con Gastone Moschin nel ruolo di Danton e Mariano Rigillo in quello di Robespierre.